# 장무고
장무고(張無故, ? ~ ?)는 전한 후기의 유학자로, 자는 자유(子儒)이며 산양군 사람이다.

## 행적
장산부의 밑에서 수학하였다. 장구(章句)에 뛰어났고, 벼슬이 광릉태부에 이르렀다.
제자로 당존을 두었다.

## 출전
- 반고, 《한서》 권88 유림전